# Anna Madeley
Anna Madeley (* 1977 in London) ist eine britische Schauspielerin.

## Leben
Anna Madeley studierte an der Central School of Speech and Drama und war 2001 bis 2004 Mitglied der Royal Shakespeare Company. Ihre erste größere TV-Rolle war ab 2003 in der Arztserie The Royal als Schwester Samantha Beaumont. 2006 spielte sie die Hauptrolle der Isabella Beeton im BBC-Fernsehfilm The Secret Life of Mrs. Beeton. Weitere größere Rollen hatte sie in Brügge sehen… und sterben? (2008) und Die geheimen Tagebücher der Anne Lister (2010) als Mariana. Gleichzeitig ist sie immer wieder als Theaterschauspielerin zu sehen.

## Filmografie (Auswahl)
- 1999: Guest House Paradiso
- 2003–2005: The Royal (Fernsehserie, 20 Folgen)
- 2006: The Secret Life of Mrs. Beeton
- 2008: Brügge sehen… und sterben? (In Bruges)
- 2008: Agatha Christie’s Marple (Fernsehserie, 1 Folge)
- 2008: Affinity
- 2008: Sinn und Sinnlichkeit (Sense & Sensibility)
- 2008: Wiedersehen mit Brideshead (Brideshead Revisited)
- 2010: Die geheimen Tagebücher der Anne Lister (The Secret Diaries of Miss Anne Lister)
- 2011: Strawberry Fields
- 2012: Die fürchterliche Furcht vor dem Fürchterlichen (A Fantastic Fear of Everything)
- 2013: Utopia (Fernsehserie, 6 Folgen)
- 2013: Mr Selfridge (Fernsehserie, 6 Folgen)
- 2013: Vorhang (Agatha Christie’s Poirot; Fernsehserie, Folge Curtain: Poirot’s Last Case)
- 2013, 2018: Silent Witness (Fernsehserie, 4 Folgen)
- 2016–2017: The Crown (Fernsehserie, 4 Folgen)
- 2017: Doctor Foster (Fernsehserie, 1 Folge)
- 2018: Patrick Melrose (Fernsehserie, 3 Folgen)
- 2018: The Little Stranger
- 2018: Der Nussknacker und die vier Reiche (The Nutcracker and the Four Realms)
- 2020: Deadwater Fell (Fernsehserie, 4 Folgen)
- 2020–2024: Der Doktor und das liebe Vieh (All Creatures Great and Small, Fernsehserie, 35 Folgen)
- 2022: Anatomie eines Skandals (Anatomy of a Scandal, 2 Folgen)
- 2023: Secret Invasion (Fernsehserie, 3 Folgen)
- 2024: The Chelsea Detective (Fernsehserie, 1 Folge)
- 2024: Ein Gentleman in Moskau (A Gentleman in Moscow, Fernsehserie, 6 Folgen, Stimme)